# Estola flavolineata
Estola flavolineata är en skalbaggsart som beskrevs av Stefan von Breuning 1950. Estola flavolineata ingår i släktet Estola och familjen långhorningar. Inga underarter finns listade i Catalogue of Life.